# Mramor
Mramory (krystalické vápence) jsou přeměněné karbonátové horniny, které vznikly rekrystalizací původních vápenců nebo méně často dolomitů (krystalické dolomity). K přeměně (metamorfóze) dochází za vysoké teploty a tlaku.  Mramory bývají hruběji zrnité než jemnozrnné vápence. Jsou většinou bílé, ale díky různým příměsím mohou nabývat různých barev.
V technické praxi se jako mramory označují jakékoliv dobře opracovatelné a leštitelné karbonátové horniny (tj. metamorfované i nemetamorfované).

## Složení
Kalcitické mramory (krystalické vápence) obsahují více než 95 % kalcitu. Dolomitické mramory (krystalické dolomity) obsahují převážně dolomit. Kromě něj mohou obsahovat až 10 % kalcitu. Dále mohou mramory obsahovat různé přimíšeniny. Mezi nejběžnější patří jílová hmota, grafit, limonit nebo hematit a serpentinit (vzhledově atraktivní zelené mramory).

## Výskyt
Mramory tvoří polohy a čočky ve formacích krystalických břidlic, zejména fylitů, svorů a pararul. Jejich tělesa nejčastěji nabývají rozměrů několika centimetrů až stovek metrů. V České republice se vyskytují například v okolí Českého Krumlova, Chýnova (dolomitický mramor), v Jeseníkách či v okolí Frýdlantu.

## Vlastnosti
Relativní permitivita εr bílého mramoru je 9,3.
Relativní permitivita εr šedého mramoru je 11,6.
Relativní permitivita εr modrého mramoru je 9,4.

## Odrůdy mramoru

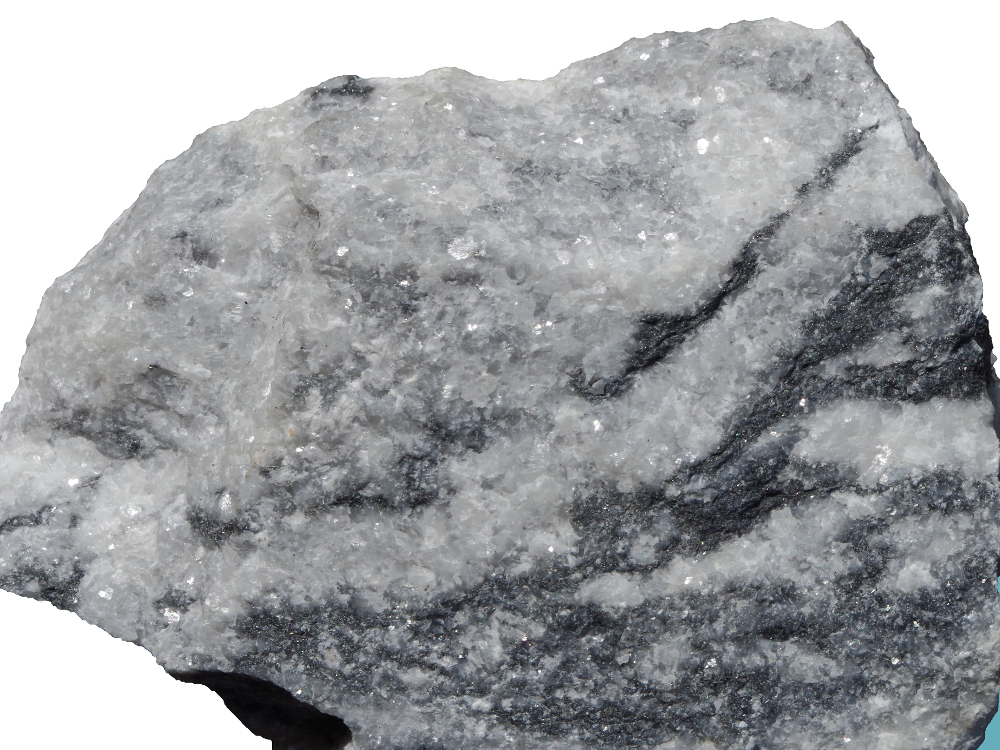
Mramor (Skoupý u Petrovic)

- kararský mramor se vyznačuje sněhobílou barvou a jiskřivými odlesky krystalů kalcitu. Pro svou kvalitu je od antiky až dosud vyhledávaný zejména sochaři. Označení dostal podle města Carrara v Itálii.
- Laaský mramor se vyznačuje sněhobílou barvou, lépe odolává povětrnostním vlivům než kararský mramor. Od antiky se uplatňoval v architektuře i v sochařství. Těží se v okolí obce Laas (jižní Tyrolsko) v Itálii.
- Istrijský mramor se vyznačuje bílou barvou, od antiky se uplatňoval v architektuře i v sochařství na pobřeží Jaderského moře.
- šternberský mramor je bílý (Český Šternberk)
- bohdanečský mramor je bílý (Bohdaneč)
- pernštejnský mramor je bílý (Nedvědice)
- nehodivský mramor je šedý (Nehodiv)
- lipovský mramor je tmavý a světlý (Horní Lipová)
- sněžníkovský mramor je světlý (Horní Morava)
- supíkovický mramor je světlý (Supíkovice)
- zříceninový mramor má na vyleštěných plochách kresby v hnědých tónech (Florencie v Itálii, Sudoměřice).

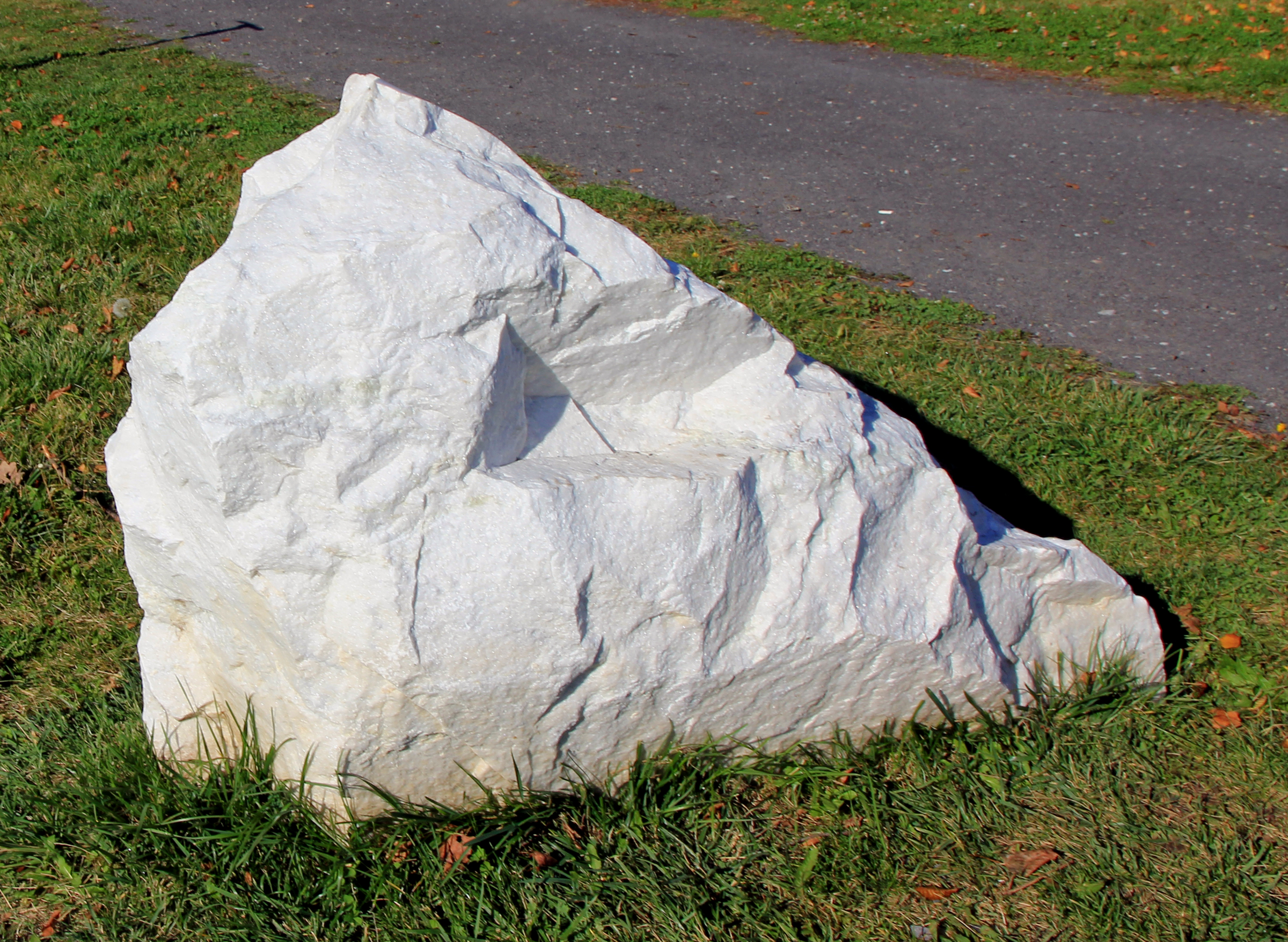
bohdanečský mramor
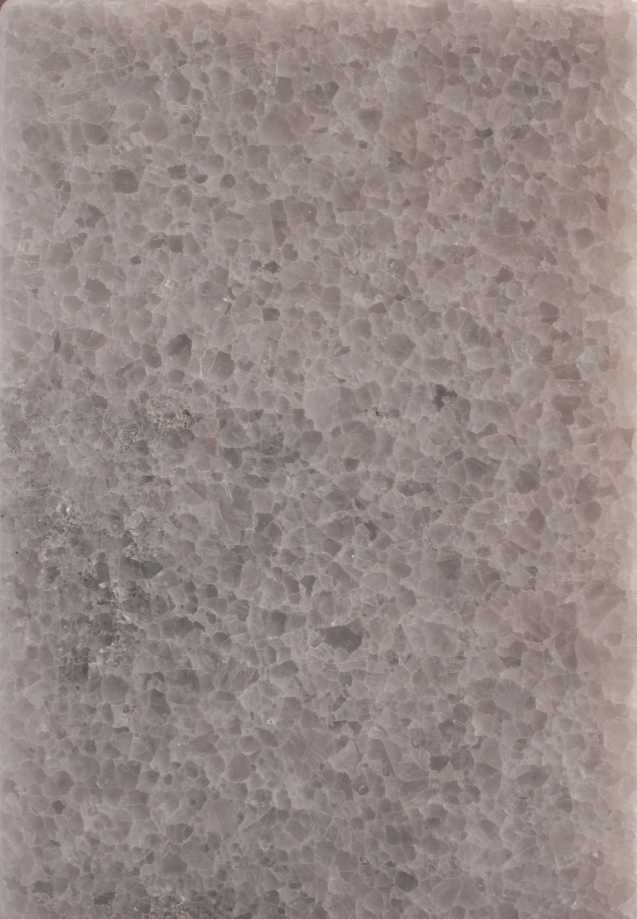
nehodivský mramor
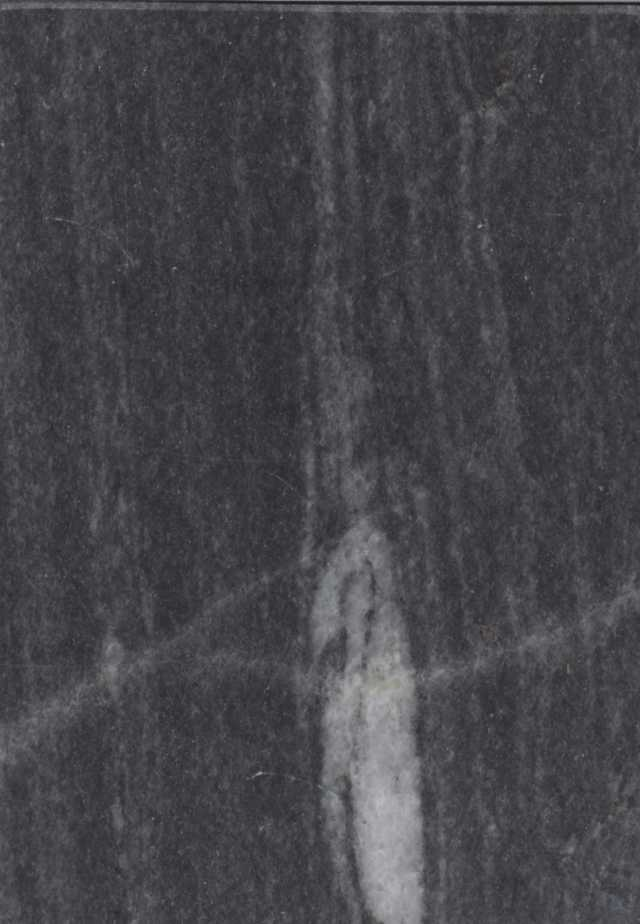
lipovský mramor
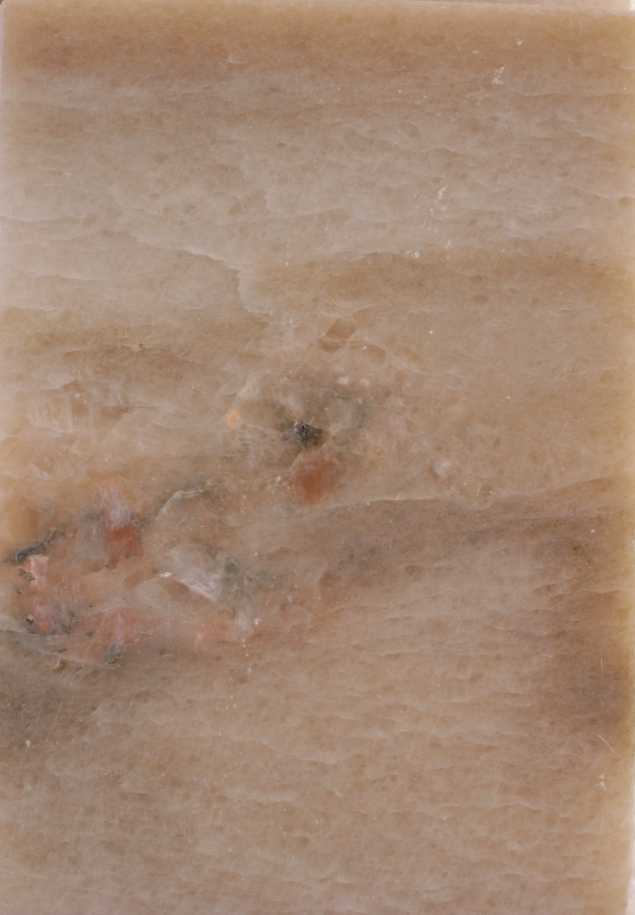
sněžníkovský mramor
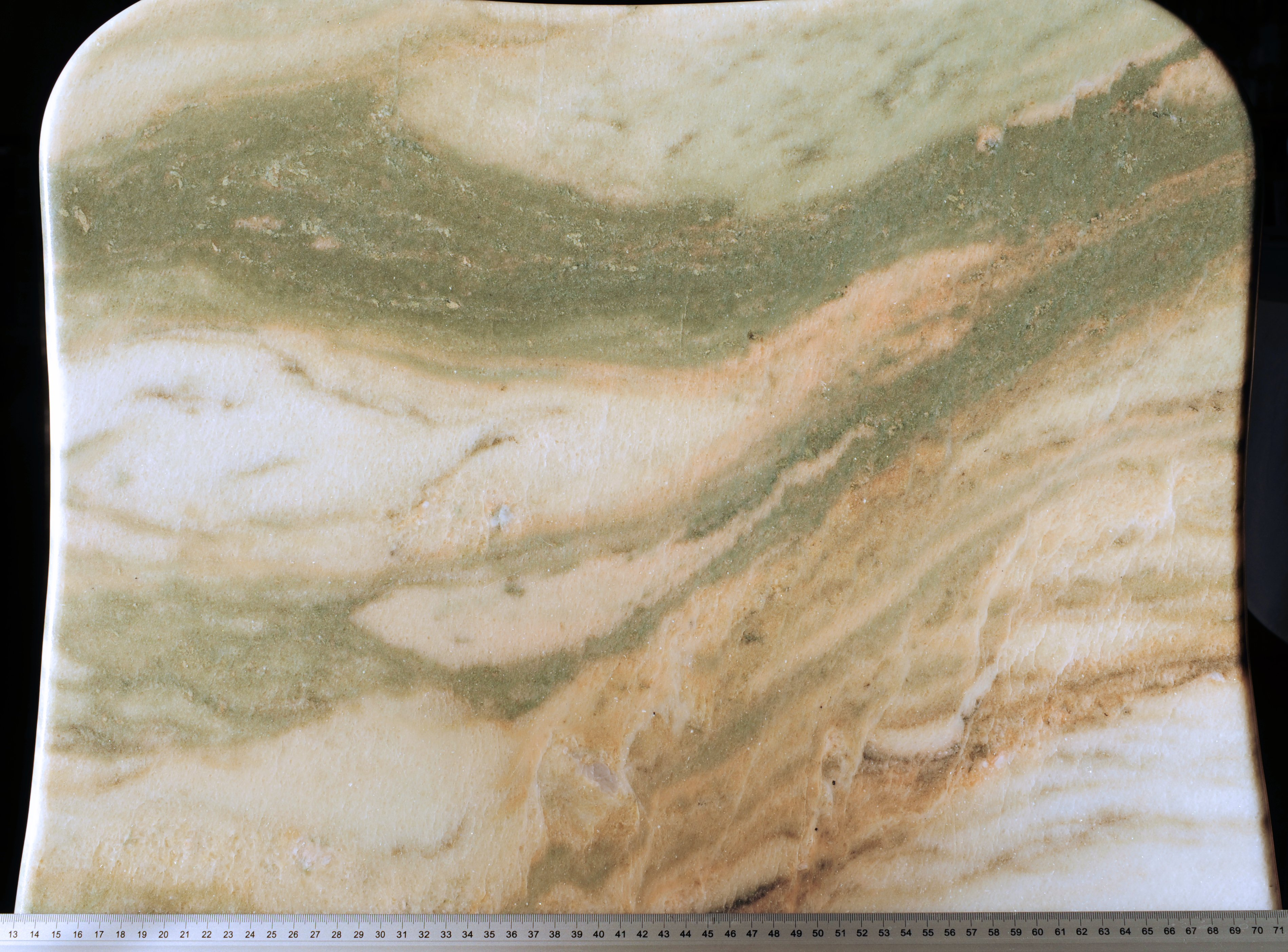
sněžníkovský mramor
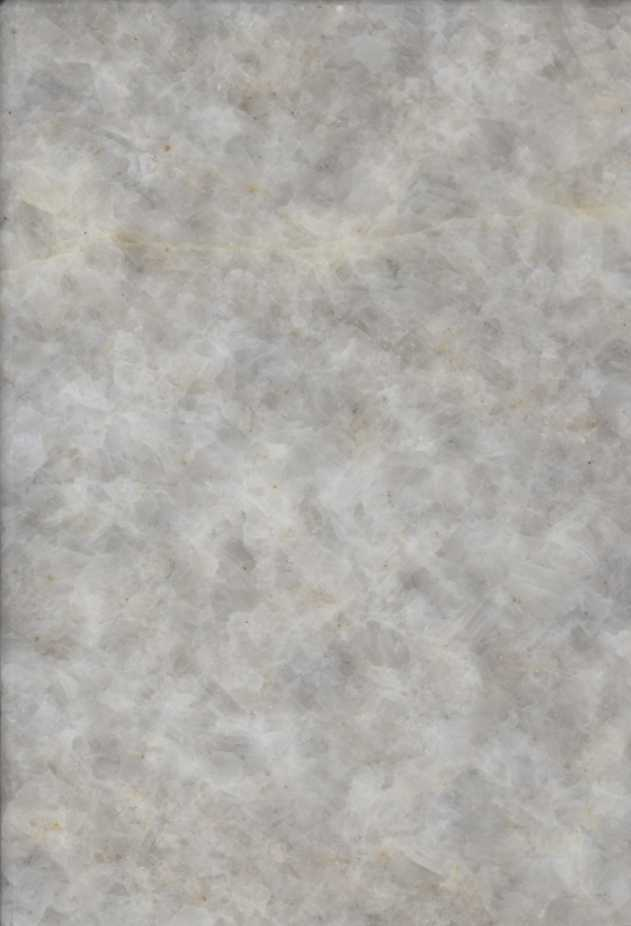
supíkovický mramor

Vápence Barrandienu těžené jako kvádrový kámen pro sochařské a architektonické užití:
- slivenecký mramor je červený, růžový, hnědý, šedý, skvrnitý s žilkami (Cikánka I, Horní Kopanina, Na Špičce, Hvížďalka), vápence ze spodního devonu
- karlický mramor je černý se zlatožlutými žilkami (Karlické údolí), vápenec ze spodního devonu

Moravské a Moravskoslezské vápence těžené jako kvádrový kámen pro sochařské a architektonické užití:
- cetechovický mramor je barevný (Cetechovice), vrchnějurský (oxford) vápenec
- křtinský mramor je barevný (Křtiny), devonský a částečně brekciovitý vápenec

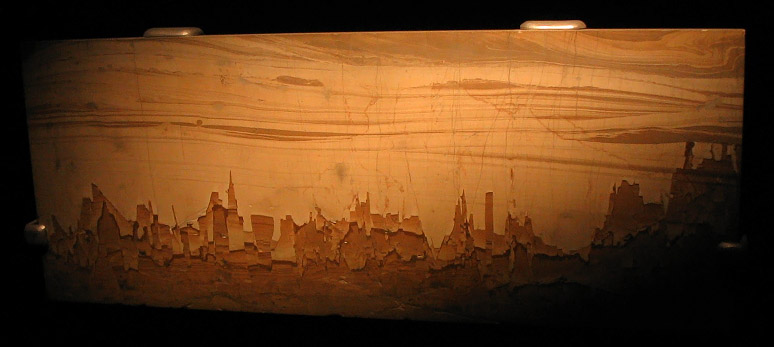
Přírodní kresba na vyleštěném povrchu „zříceninového mramoru“ může připomínat město nebo stromy

Mramory z Řecka:
- parský mramor
- prokonecký mramor
- pentelický mramor
- hymetský mramor
- tasoský mramor

## Užití mramoru

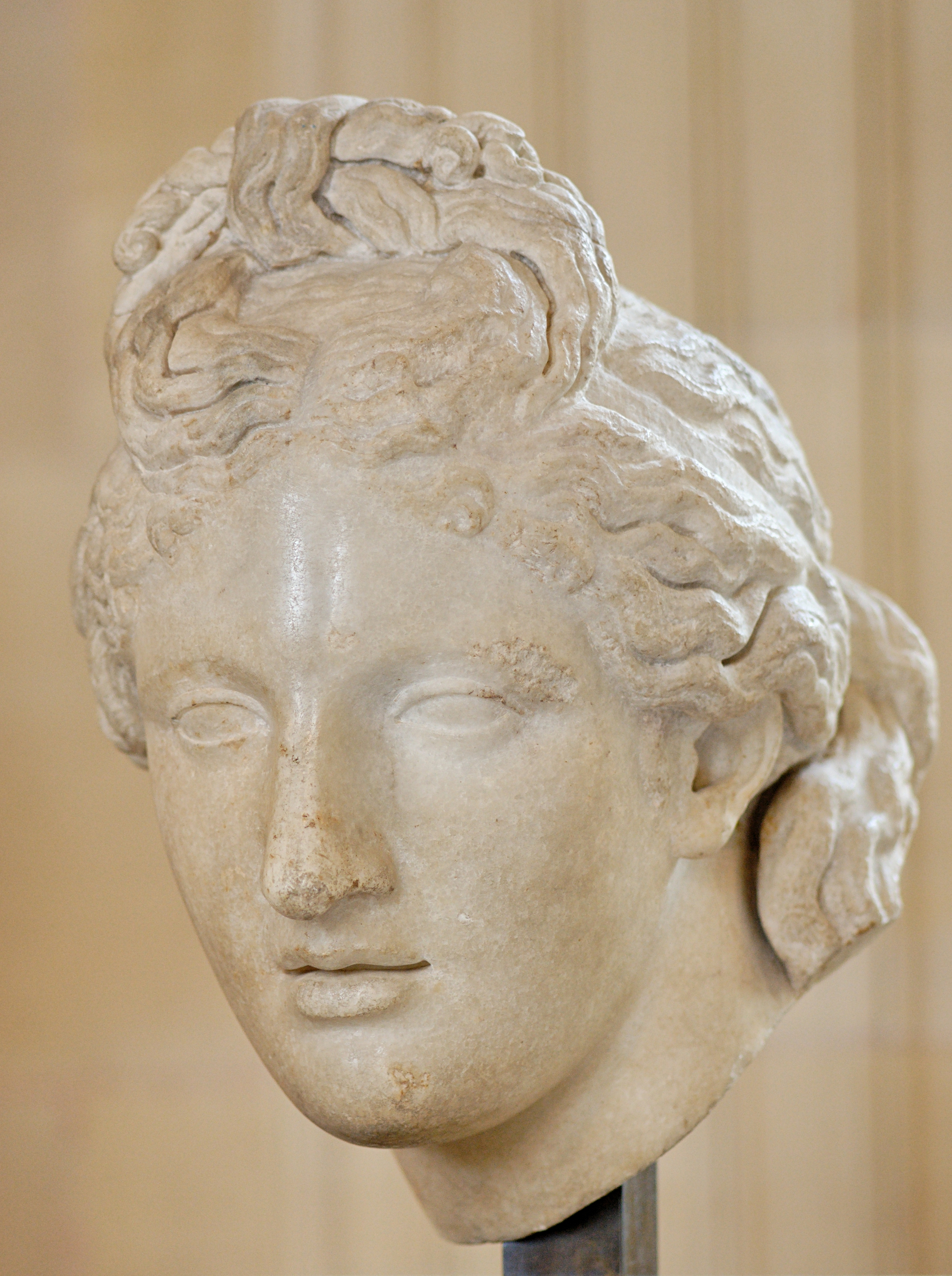
Hlava Afrodity – mramor kararského typu

Bílý mramor, jako je kararský, byl velmi ceněným materiálem pro sochaře již od starověku. Dobře se opracovává (stupeň tvrdosti 3), je relativně izotropní, homogenní a odolný proti otřesům při opracovávání. Lom světla v kalcitových krystalech způsobuje „voskový“ vzhled povrchu a sochám dává dojem živého těla.

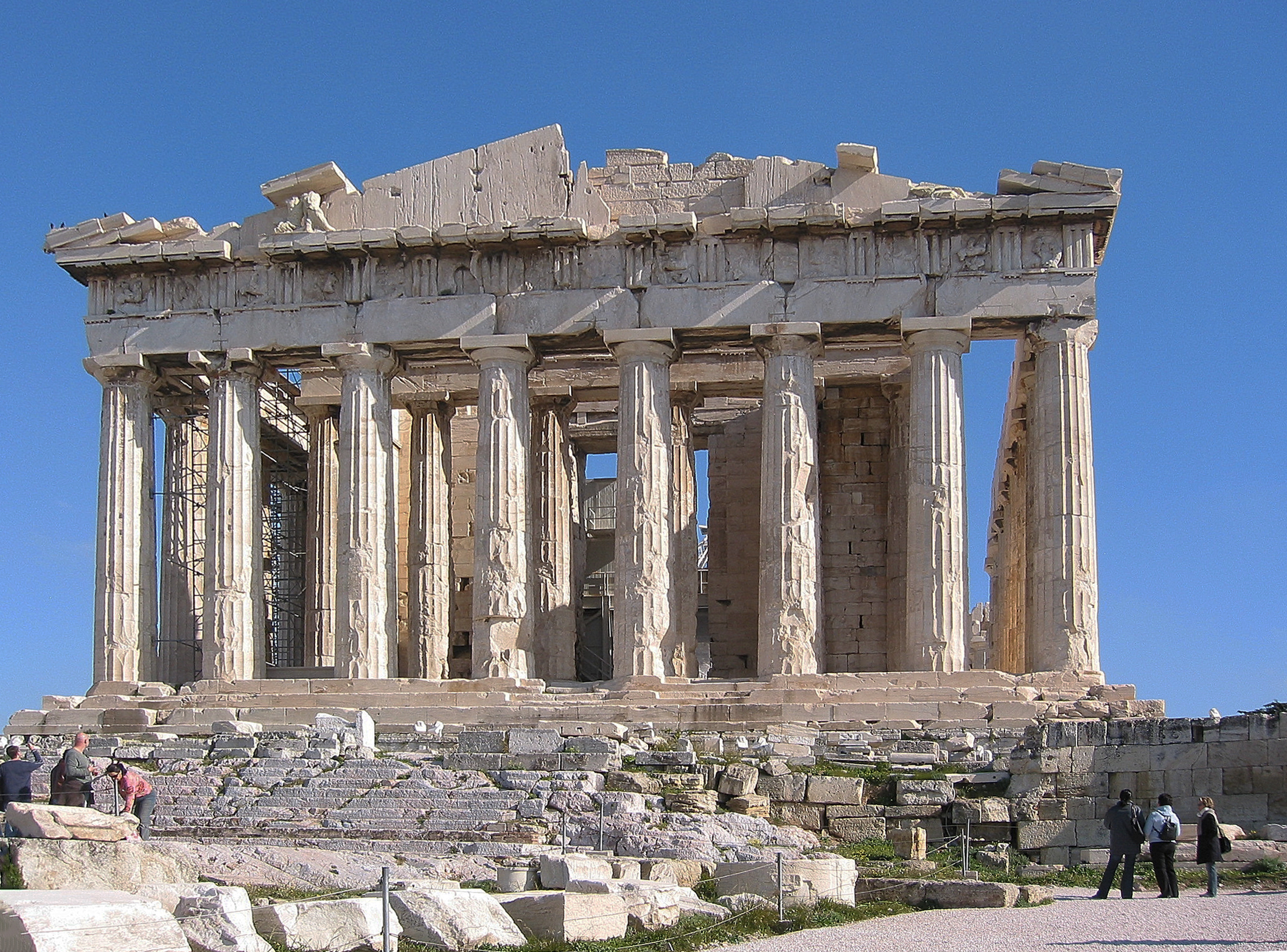
Parthenon

Pro starověké civilizace byl mramor oblíbeným stavebním materiálem, protože se dal opracovat bronzovými nástroji. Z těchto dob se nám dochovalo mnoho příkladů stavitelské vyspělosti jejich tvůrců. Jako materiál na stavby slouží mramor do současnosti. Díky své rozmanité struktuře a barevnosti se používá k dekorativním účelům. Z důvodu vysoké ceny originálu je často napodobován (imitace). Na podlahy není příliš vhodný, protože je málo odolný proti otěru.
Nařezaný na kostky se mramor používá při dláždění chodníků, kdy se z různobarevných druhů složí mozaika. Jemný mramorový prach se používá jako brusivo v brusných pastách (i v zubních), plnidlo při výrobě lesklého papíru (tzv. křídový papír), na výrobu „umělého mramoru“, přidává se do barev, plastických hmot. 

## Kulturní rozměr
Mramor se, jako oblíbený materiál řeckých a římských sochařů a stavitelů, stal symbolem pro tradiční a vytříbený vkus.